# Cleto Bellucci
Cleto Bellucci (Ancona, 23 aprile 1921 – Fermo, 7 marzo 2013) è stato un arcivescovo cattolico italiano.

## Biografia
Nacque ad Ancona il 23 aprile 1921.

### Formazione e ministero sacerdotale
Il 27 gennaio 1946 fu ordinato presbitero, nella cappella del Pontificio Seminario Regionale di Fano, dall'arcivescovo Egidio Bignamini.
Dopo essere stato nominato vicerettore e in seguito rettore del seminario di Fano, divenne rettore del Pontificio seminario regionale di Chieti.

### Ministero episcopale
Il 15 marzo 1969 fu eletto vescovo titolare di Melzi ed ausiliare dell'arcidiocesi di Taranto. Il 14 maggio seguente ricevette l'ordinazione episcopale, nella cattedrale di San Giustino a Chieti, dal cardinale Carlo Confalonieri, co-consacranti gli arcivescovi Loris Francesco Capovilla e Guglielmo Motolese.
Il 22 luglio 1970 fu nominato amministratore apostolico sede plena di Fermo; entrò nell'arcidiocesi il successivo 27 settembre.
Il 7 luglio 1973 fu nominato arcivescovo coadiutore di Fermo e il 21 giugno 1976 arcivescovo della medesima sede.
Per sua iniziativa venne istituito il museo diocesano di Fermo, inaugurato nel 2004, e furono restaurati la cattedrale e il palazzo arcivescovile.
Nella cattedrale metropolitana di Santa Maria Assunta in Cielo di Fermo è presente una targa in latino in cui i presbiteri e i fedeli lo ringraziano per il restauro: "EXC.mus DOMINUS CLETUS BELLUCCI FIRMANUM ARCHIEPISCOPUS TEMPLUM HOC METROPOLITANUM DEIPARAE VIRGINI IN COELIS ASSUMPTAE DICATUM IN TECTIS CORRUPTUM AC RUINAM MINITANTEM RESTAURANDUM CURAVIT. VALVAS AENEAS ANAGLYPTIS OPERIBUS EXORNATAS IN QUIBUS COELITES PATRONI DIOCESIS ET FIDEI MYSTERIA SUNT MIRANDIS IMAGINIBUS EXPRESSA EXSTRUXIT. PRESBYTERI ET CHRISTIFIDELES FIRMANAE ECCLESIAE GRATO ANIMO POSUERUNT. A.D. MCMXCVI".
Grande studioso del significato etimologico dei nomi e amante della cultura rivestì per molti anni il ruolo di responsabile dei beni culturali della conferenza episcopale marchigiana.
Ricevette dal cardinale gran maestro l'onorificenza della palma di Gerusalemme d'oro per l'impegno profuso nella promozione dell'Ordine del Santo Sepolcro di Gerusalemme.
Dopo ventuno anni di ministero rinunciò al governo pastorale il 18 giugno 1997 per raggiunti limiti di età.
Dopo la sua morte, avvenuta il 7 marzo 2013, venne sepolto nella cattedrale di Fermo.

## Genealogia episcopale e successione apostolica
La genealogia episcopale è:
- Cardinale Scipione Rebiba
- Cardinale Giulio Antonio Santori
- Cardinale Girolamo Bernerio, O.P.
- Arcivescovo Galeazzo Sanvitale
- Cardinale Ludovico Ludovisi
- Cardinale Luigi Caetani
- Cardinale Ulderico Carpegna
- Cardinale Paluzzo Paluzzi Altieri degli Albertoni
- Papa Benedetto XIII
- Papa Benedetto XIV
- Papa Clemente XIII
- Cardinale Marcantonio Colonna
- Cardinale Giacinto Sigismondo Gerdil, B.
- Cardinale Giulio Maria della Somaglia
- Cardinale Carlo Odescalchi, S.I.
- Cardinale Costantino Patrizi Naro
- Cardinale Lucido Maria Parocchi
- Papa Pio X
- Papa Benedetto XV
- Papa Pio XII
- Cardinale Carlo Confalonieri
- Arcivescovo Cleto Bellucci

La successione apostolica è:
- Vescovo Francesco Tarcisio Carboni (1976)
- Arcivescovo Angelo Fagiani (1997)